# 川村憲一
川村 憲一（かわむら けんいち、1972年9月15日 - ）は、日本の実業家。トラストバンク代表取締役
。日本イップス協会顧問。

## 経歴
北海道岩内郡岩内町にて生まれる。1991年、北海道札幌北陵高等学校を卒業。1995年、大連外国語学院を卒業。1996年、北星学園大学を卒業。4月、東海澱粉に勤務。2000年、ベンチャー・リンク（現C&I Holdings ）に勤務。2009年、楽天に勤務。2011年7月12日、株式会社スマートギア代表取締役に就任。2012年7月15日、日本イップス協会顧問。2014年6月10日、株式会社プラスキュー取締役に就任。2016年3月、トラストバンクに参画。ふるさとチョイス事業統括、アライアンス事業統括を担当。2019年4月、執行役員。10月、取締役
。2020年1月1日、代表取締役に就任。1月10日、企業版ふるさと納税事業を本格展開
。